# Bouquet (EP)
Bouquet é o primeiro extended play (EP) da dupla de DJs americanos The Chainsmokers. Foi lançado em 23 de outubro de 2015 pela Disruptor Records e pela Columbia Records.

## Faixas
| N.º            | Título                                                             | Duração |  |
| 1.             | "Roses" (participação de Rozes)                                    | 3:46    |  |
| 2.             | "New York City"                                                    | 3:50    |  |
| 3.             | "Until You Were Gone" (com Tritonal, participação de Emily Warren) | 3:37    |  |
| 4.             | "Waterbed" (participação de Waterbed)                              | 3:29    |  |
| 5.             | "Good Intentions" (participação de BullySongs)                     | 3:27    |  |
| Duração total: | Duração total:                                                     | 18:08   |  |

| Edição de Vinil - Faixas bônus |                                                            |         |  |
| N.º                            | Título                                                     | Duração |  |
| 6.                             | "Roses" (featuring Rozes) (Telykast x Sokko & Lyons Remix) | 3:52    |  |

| Edição especial japonêsa - Faixas bônus |                                                                      |         |  |
| N.º                                     | Título                                                               | Duração |  |
| 6.                                      | "Don't Let Me Down" (participação de Daya)                           | 3:28    |  |
| 7.                                      | "Don't Let Me Down" (participação de Daya) (Hardwell & Sephyx Remix) | 2:42    |  |

## Desempenho nas tabelas musicais

### Tabelas semanais
| Paradas (2015–16)                          | Melhor posição |
| ------------------------------------------ | -------------- |
| Estados Unidos (Billboard 200)             | 31             |
| Estados Unidos (Dance/Electronic Albums)   | 2              |
| Estados Unidos (Billboard Top Heatseekers) | 4              |

### Tabelas de fim de ano
| Paradas (2016)                 | Melhor posição |
| ------------------------------ | -------------- |
| Estados Unidos (Billboard 200) | 75             |

## Certificações
| País (Empresa)        | Certificação | Vendas  |
| --------------------- | ------------ | ------- |
| Estados Unidos (RIAA) | Ouro         | 500.000 |